# مجلس قضاء الجزائر
مجلس قضاء الجزائر بولاية الجزائر مقر عدد من الهيئات القضائية منها مكتب النائب العام ومحكمتي الاستئناف والنقض ونقابة المحامين للعاصمة بالإضافة إلى قاعات المحاكمات.

## مبنى مجلس قضاء الجزائر
يقع مقر مجلس قضاء الجزائر في نهج فرنان حنفي ببلدية حسين داي في ولاية الجزائر.
ويتضمن هذا المجلس عددا من غرف التحقيق تصل إلى 17 غرفة.
كما تم إنشاء غرفة اتهام ثانية للتخفيف من كثافة عمل الغرفة الأولى.
يتلقى مجلس قضاء العاصمة ما بين 400 و 450 ملف قضايا في الأسبوع، في حين أن عدد قضاة المجلس يبلغ 89 قاض منهم 77 قضاة جلوس و11 قاضي نيابة وقاض (1) تطبيق العقوبات.
عدد مكاتب المجلس يبلغ 112 مكتبا، مع وجود عدد قليل من قاعات الجلسات.
اختصاص مجلس قضاء العاصمة يمتد إلى 33 بلدية يبلغ عدد متقاضيها أكثر من 2.200.000 ساكن.
يشرف مجلس قضاء العاصمة على 8 محاكم تابعة له.

## الموقع
يقع مجلس قضاء الجزائر غير بعيد عن الطريق السريع بالخروبة في بلدية حسين داي، على طول الشريط الساحلي الممتد من مصب وادي الحراش إلى غاية محطة تحلية المياه بالحامة.
وهذا الموقع الرائع في الشريط الساحلي والواجهة البحرية، في إطار مشروع تهيئة خليج الجزائر، يجعل منه موقعا استراتيجيا مقابلا للطريق السريع على مستوى بلديتي وادي السمار وباب الزوار.
يقع هذا المجلس القضائي على بعد 10 كلم إلى الشرق من مدينة الجزائر العاصمة، ويطل على شاطئ الصابلات، خليج الجزائر والبحر الأبيض المتوسط.
وتقع هذه الهيئة القضائية في بلدية حسين داي.

## الاتصال
| رقم | وسيط الاتصال      | العنوان                                                                             |
| --- | ----------------- | ----------------------------------------------------------------------------------- |
| 01  | البريد العادي     | 11، نهج حنفي فرنان، بلدية حسين داي، 16040، ولاية الجزائر.                           |
| 02  | البريد الإلكتروني | c-alger@mjustice.dz                                                                 |
| 03  | الهاتف            | 64 21 77 21 (0) 213 +                                                               |
| 04  | الفاكس            | 64 21 77 21 (0) 213 +                                                               |
| 05  | الموقع الإلكتروني | http://www.courdalger.mjustice.dz/ نسخة محفوظة 23 يناير 2018 على موقع واي باك مشين. |

## رؤساء المجلس
| رقم | رئيس المجلس         | البداية         | النهاية         |
| --- | ------------------- | --------------- | --------------- |
| 01  | أحمد مجحود          | 7 فيفري 1975م   | 15 جويلية 1976م |
| 02  | علي عفار            | 1 فيفري 1980م   | 12 نوفمبر 1981م |
| 03  | محمد الأمين كافي    | 12 نوفمبر 1981م | 21 جويلية 1983م |
| 04  | صالح سالم           | 27 سبتمبر 1983م | 31 أكتوبر 1988م |
| 05  | جمال بوزرتيني       | 1 نوفمبر 1988م  | 30 أكتوبر 1989م |
| 06  | أحمد بولمعيز        | 2 نوفمبر 1989م  | 26 جويلية 1992م |
| 07  | كمال بوشاوش         | 26 جويلية 1992م | 27 جويلية 1996م |
| 08  | سعيد بوحلاس         | 3 أوت 1996م     | 7 أوت 2000م     |
| 09  | محمد قارة مصطفى     | 7 أوت 2000م     | 7 أوت 2001م     |
| 10  | محمد زيتوني         | 7 أوت 2001م     | 2 نوفمبر 2003م  |
| 11  | خالد عاشور          | 2 نوفمبر 2003م  | 15 سبتمبر 2004م |
| 12  | مسعود بوفرشة        | 15 سبتمبر 2004م | 9 جويلية 2006م  |
| 13  | عبد الحميد العمراوي | 1 أكتوبر 2006م  | 1 سبتمبر 2007م  |
| 14  | صديق تواتي          | 1 سبتمبر 2007م  | 1 سبتمبر 2010م  |
| 15  | عبد القادر حمدان    | 1 سبتمبر 2010م  | 9 جويلية 2011م  |
| 16  | سليمان إبراهيمي     | 9 جويلية 2011م  | 9 جوان 2015م    |
| 17  | عبدي بن يونس        | 9 جوان 2015م    | 27 جويلية 2016م |
| 18  | مختار بن حراج       | 27 جويلية 2016م | 2016م           |
| 19  |                     |                 |                 |
| 20  |                     |                 |                 |

## النواب العامون
| رقم | النائب العام      | البداية         | النهاية         |
| --- | ----------------- | --------------- | --------------- |
| 01  | عبد الحميد حمادة  | 1 ديسمبر 1962م  | 3 جانفي 1964م   |
| 02  | محمد قايد حمود    | 20 جوان 1964م   | 13 جوان 1967م   |
| 03  | ميلود بن فغول     | 28 جوان 1967م   | 28 جوان 1969م   |
| 04  | لخضر العقون       | 1 سبتمبر 1969م  | 19 أكتوبر 1973م |
| 05  | عبد القادر بونابل | 18 جويلية 1974م | 18 جويلية 1975م |
| 06  | الشريف دربال      | 18 جويلية 1975م | 29 مارس 1977م   |
| 07  | أحمد جبور         | 11 فيفري 1980م  | 21 نوفمبر 1981م |
| 08  | بشير ميموني       | 21 نوفمبر 1981م | 26 أكتوبر 1986م |
| 09  | أحمد مبطوش        | 26 أكتوبر 1986م | 10 سبتمبر 1988م |
| 10  | عابد يحياوي       | 10 سبتمبر 1988م | 17 جويلية 1989م |
| 11  | قدور براجح        | 2 نوفمبر 1989م  | 28 جويلية 1990م |
| 12  | عبد المالك سايح   | 28 جويلية 1990م | 27 جويلية 1996م |
| 13  | مراد زقير         | 27 جويلية 1996م | 2 أوت 2000م     |
| 14  | قدور براجح        | 2 أوت 2000م     | 1 أكتوبر 2006م  |
| 15  | دوادي مجراب       | 1 أكتوبر 2006م  | 1 سبتمبر 2007م  |
| 16  | بلقاسم زغماتي     | 1 سبتمبر 2007م  | 28 فيفري 2016م  |
| 17  | الهاشمي براهمي    | 28 فيفري 2016م  | 27 جويلية 2016م |
| 18  | عيسى بن كثير      | 27 جويلية 2016م | 2016م           |

## القضاة
عدد القضاة العاملين بمجلس قضاء الجزائر: 102 قاض.
عدد القضاة العاملين بالمحاكم والفروع: 191 قاض.

## المحاكم
يشرف مجلس قضاء الجزائر ضمن إقليم ولاية الجزائر على العديد من المنشآت التابعة لقطاع العدالة تحت وصاية وزارة العدل الجزائرية.
وتعتمد هيكلة مجلس قضاء الجزائر على محاكم ابتدائية هي:
1. محكمة الدار البيضاء
2. محكمة حسين داي.
3. محكمة بئر مراد رايس.
4. محكمة سيدي أمحمد.
5. محكمة باب الوادي.
6. محكمة الحراش.

وينتظم المحامون ضمن دائرة اختصاص مجلس قضاء الجزائر في نقابة المحامين في الجزائر العاصمة من أجل مزاولة مهنة المحاماة.

## المحكمة الجنائية
يقوم مجلس قضاء الجزائر بالتطرق للعديد من القضايا الجنائية ضمن جلسات المحكمة الجنائية، وأنواع هذه الجنايات هي:
1. جنايات ضد أمن الدولة (الإرهاب والتخريب).
2. جنايات ضد الأسرة والآداب العامة.
3. جنايات ضد الأشخاص.
4. جنايات ضد الأموال.
5. جنايات ضد الاقتصاد الوطني.
6. جنايات اختلاس أموال عمومية.
7. جنايات أخرى.

## الغرف

### الغرفة المدنية
يتمثل النشاط القضائي للغرفة المدنية في مجلس قضاء الجزائر في معالجة:
1. القضايا العقارية.
2. القضايا التجارية البحرية.
3. القضايا الاستعجالية.
4. القضايا الأسرية.
5. القضايا الاجتماعية.
6. القضايا المدنية.

### الغرفة الجزائية
يتمثل النشاط القضائي للغرفة الجزائية في مجلس قضاء الجزائر في معالجة:
1. قضايا الجنح.
2. قضايا الأحداث.
3. قضايا غرفة الاتهام.
4. قضايا الجنايات.

## المؤسسات العقابية
يلجأ مجلس قضاء الجزائر إضافة إلى المحاكم التابعة له إلى وضع بعض المواطنين في مراكز خاصة من أجل استنفاد مدة العقوبة التي يستأهلونها، وعددها اثنان:
1. مؤسسة التربية والتأهيل بالحراش.[48]
2. مؤسسة إعادة التربية والتأهيل بالقليعة.[49]

## التوأمة
تم إبرام اتفاقية توأمة ما بين مجلس قضاء الجزائر ومحكمة الاستئناف في باريس.

### مواضيع ذات صلة
- وزارة العدل الجزائرية
- المجلس الدستوري الجزائري
- المحكمة العليا الجزائرية
- نقابة المحامين في الجزائر
- الهيئة العليا المستقلة لمراقبة الانتخابات الجزائرية

### وصلات خارجية
- الموقع الرسمي لوزارة العدل الجزائرية
- الموقع الرسمي لمجلس قضاء الجزائر نسخة محفوظة 23 يناير 2018 على موقع واي باك مشين.